# Рейвенсдейл (Вашингтон)
Рейвенсдейл (англ. Ravensdale) — переписна місцевість (CDP) в США, в окрузі Кінг штату Вашингтон. Населення — 555 осіб (2020).

## Географія
Рейвенсдейл розташований за координатами 47°21′23″ пн. ш. 121°57′44″ зх. д. / 47.35639° пн. ш. 121.96222° зх. д. (47.356499, -121.962258).  За даними Бюро перепису населення США в 2010 році переписна місцевість мала площу 11,82 км², з яких 11,52 км² — суходіл та 0,30 км² — водойми.

## Демографія
Згідно з переписом 2010 року, у переписній місцевості мешкала 1101 особа в 386 домогосподарствах у складі 311 родини. Густота населення становила 93 особи/км².  Було 422 помешкання (36/км²).
Расовий склад населення:
| - 95,7 % — білих - 1,6 % — азіатів - 0,8 % — корінних американців - 0,2 % — чорних або афроамериканців |

До двох чи більше рас належало 1,6 %. Частка іспаномовних становила 3,6 % від усіх жителів.
За віковим діапазоном населення розподілялося таким чином: 25,6 % — особи молодші 18 років, 64,7 % — особи у віці 18—64 років, 9,7 % — особи у віці 65 років та старші. Медіана віку мешканця становила 41,3 року. На 100 осіб жіночої статі у переписній місцевості припадало 97,0 чоловіків;  на 100 жінок у віці від 18 років та старших — 103,7 чоловіків також старших 18 років.
Середній дохід на одне домашнє господарство  становив 105 609 доларів США (медіана — 83 542), а середній дохід на одну сім'ю — 113 994 долари (медіана — 84 525). За межею бідності перебувало 3,2 % осіб, у тому числі 3,3 % дітей у віці до 18 років та 0,0 % осіб у віці 65 років та старших.
Цивільне працевлаштоване населення становило 618 осіб. Основні галузі зайнятості: роздрібна торгівля — 31,1 %, освіта, охорона здоров'я та соціальна допомога — 13,6 %, транспорт — 11,8 %, мистецтво, розваги та відпочинок — 11,8 %.